# Premnitz
Premnitz é um município da Alemanha, situado no distrito de Havelland, no estado de Brandemburgo. Tem 45,42 km² de área, e sua população em 2019 foi estimada em 8.405 habitantes.